# 伊日·丁斯特比尔

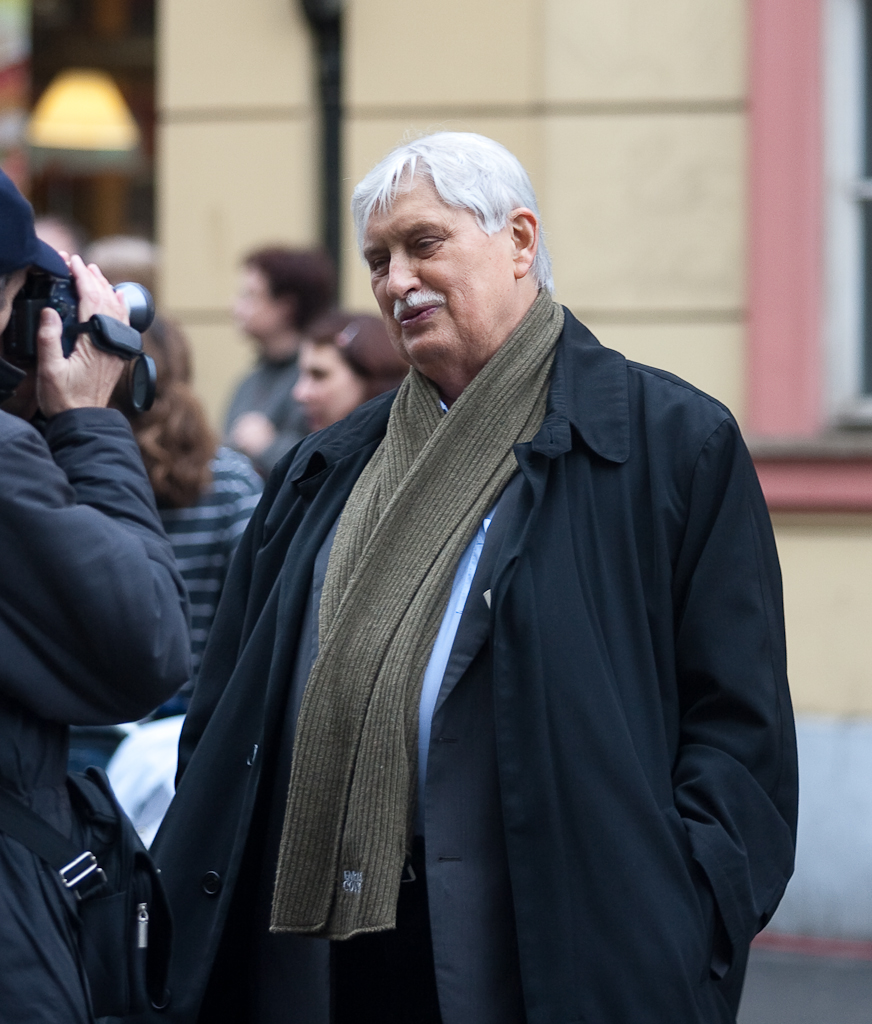
伊日·丁斯特比尔

伊日·丁斯特比尔（捷克語：Jiří Dienstbier，1937年8月20日—2011年1月8日），捷克政治人物，记者。
丁斯特比尔是捷克斯洛伐克共产党时期的异见人士，1977年曾参与发起《七七宪章》，他也因此被以煽动叛乱罪判处三年徒刑。1989年天鹅绒革命后，出任新的捷克斯洛伐克联邦共和国外交部长。2011年1月8日逝世。